# Disembolus stridulans
Disembolus stridulans är en spindelart som beskrevs av Chamberlin och Ivie 1933. Disembolus stridulans ingår i släktet Disembolus och familjen täckvävarspindlar. Inga underarter finns listade i Catalogue of Life.